# Застава Белорусије
Данашња застава Белорусије је званична од 1995. године. Од 1991. године коришћена је застава Народне Републике Белорусије из 1918. године. Садашња застава је у ствари застава Белорусије из совјетског доба са уклоњеним комунистичким симболима.
Стару заставу (1918, 1991–1995) користе опозиционе групе и белоруска дијаспора.

## Композиција и симболизам
Застава Белорусије састоји се из три поља - вертикалног белог поља на коме се налази црвени белоруски мотив народне ношње, и које заузима једну деветину ширине заставе, хоризонталног црвеног поља које заузима горње две трећине преосталог дела и зеленог поља које заузима доњу трећину преосталог дела.
Мотив са ношње симболизује културну традицију и јединство Белорусије, црвена боја симболизује белоруску историју (боја белоруских трупа у бици код Гринвалда и Црвене армије) а зелена светлу будућност и шуме Белорусије.

## Галерија
- Застава Белоруске Совјетске Социјалистичке Републике
(1919)
- Застава Белоруске Совјетске Социјалистичке Републике
(1919–1927)
- Застава Белоруске Совјетске Социјалистичке Републике
(1927–1937)
- Застава Белоруске Совјетске Социјалистичке Републике
(1937–1951)
- Застава Белоруске Совјетске Социјалистичке Републике
(1951–1991)
- Застава Белорусије
(1991–1995)
- Застава Белорусије
(1995–2012)
- Стандарта председника Белорусије